# 程炎震
程炎震（1886年—1938年），字笃原，号顿迟，安徽歙县人，清朝至中華民國時期古文學者。

## 生平
程炎震嗜好鑽研前四史、《資治通鑒》、《九章算術》等古文，光绪二十八年（1902年）成為贡生，中華民國成立後居住北京，擔任官職。作品有《自订诗橐》二卷、《世說新語笺证》，並校對《晉書》。